# Nadine Wojcik
Nadine Wojcik (* 1979 in Velbert) ist eine deutsche Journalistin und Schriftstellerin.

## Leben
Nadine Wojcik studierte Politikwissenschaften in Berlin. Ihr Volontariat leistete sie bei der Deutschen Welle ab, wo sie anschließend auch als Kulturkorrespondentin beim Radio arbeitete. Es folgten verschiedene Reportagen für Deutschlandradio Kultur und SWR2.
2012 recherchierte sie zum Thema Stadtentwicklung über ein Stipendium des American Council on Germany und reiste nach New York, Philadelphia und Detroit. Seit 2012 ist sie Online-Redakteurin der DW Akademie. 2013 wurde sie für ihre Reportage Zimmerservice – Undercover im Hotel (Deutschlandradio Kultur) mit dem Axel-Springer-Preis (Herausragende Leistung) ausgezeichnet.

## Publikationen
- Wo der Teufel wohnt. Besessene und Exorzisten in Polen. mikrotext, Berlin 2016, ISBN 978-3-944543-44-4.